# منخر قيطس
منخر قَيْطُس أو ألفا قَيْطُس (Alpha Ceti، يُرمز له بـ α Cet أو α Ceti) هو ثاني ألمع نجم في كوكبة قيطس. إنه عملاق أحمر مضيء بارد يقدر أنه يبعد نحو 250 سنة ضوئية بناءً على اختلاف المنظر.